# Сант'Иларио Баганца (Парма)
Сант'Иларио Баганца је насеље у Италији у округу Парма, региону Емилија-Ромања.
Према процени из 2011. у насељу је живело 75 становника. Насеље се налази на надморској висини од 276 м.